# العر (النادرة)

تعديل مصدري - تعديل

العر هي إحدى قرى عزلة الفجرة بمديرية النادرة التابعة لمحافظة إب، بلغ تعداد سكانها 320 نسمة حسب تعداد اليمن لعام 2004.